# Nízkodenzitní lipoprotein
Nízkodenzitní lipoprotein (z angl. LDL—low density lipoprotein) je lipoprotein, který vzniká, když se cholesterol naváže na bílkovinu. Tvoří velké shluky (v průměru mají 22 nanometrů) obsahující váčky s tisíci molekul cholesterolu. V této podobě se cholesterol transportuje krví. Někdy se LDL označuje jako špatný cholesterol nebo také zlý cholesterol (opakem je HDL – „hodný cholesterol“). Efekt LDL na zdraví ale není tak špatný, jak se soudilo. LDL se může vázat na LDL receptor, načež dojde k endocytóze (pohlcení) dovnitř buňky.

## Mutace
Pokud jsou geny kódující tento protein zmutovány, mohou způsobit zvýšenou náchylnost k ateroskleróze a tím pádem k různým kardiovaskulárním onemocněním.